# Леманн, Джордж
Джордж Леманн (англ. George Lehmann; 1 мая 1941, Riverside Township, Нью-Джерси — 8 ноября 2024) — американский профессиональный баскетболист и тренер, который отыграл два неполных сезона в Национальной баскетбольной ассоциации, а также ещё шесть сезонов в Американской баскетбольной ассоциации. Кроме того успел поиграть в ЕПБЛ и ЕБА.

## Ранние годы
Джордж Леманн родился 1 мая 1941 года в тауншипе Риверсайд (штат Нью-Джерси), затем переехал в город Камден (штат Нью-Джерси), где учился в католической средней школе, в которой играл за местную баскетбольную команду.

### Смерть
Умер 8 ноября 2024 года в возрасте 83 лет.

## Статистика

### Статистика в НБА
| Сезон                                                                                    | Команда        | Регулярный сезон | Регулярный сезон | Регулярный сезон | Регулярный сезон | Регулярный сезон | Регулярный сезон | Регулярный сезон | Регулярный сезон | Регулярный сезон | Регулярный сезон | Регулярный сезон | Серия плей-офф | Серия плей-офф | Серия плей-офф | Серия плей-офф | Серия плей-офф | Серия плей-офф | Серия плей-офф | Серия плей-офф | Серия плей-офф | Серия плей-офф | Серия плей-офф |
| Сезон                                                                                    | Команда        | GP               | GS               | MPG              | FG%              | 3P%              | FT%              | RPG              | APG              | SPG              | BPG              | PPG              | GP             | GS             | MPG            | FG%            | 3P%            | FT%            | RPG            | APG            | SPG            | BPG            | PPG            |
| ---------------------------------------------------------------------------------------- | -------------- | ---------------- | ---------------- | ---------------- | ---------------- | ---------------- | ---------------- | ---------------- | ---------------- | ---------------- | ---------------- | ---------------- | -------------- | -------------- | -------------- | -------------- | -------------- | -------------- | -------------- | -------------- | -------------- | -------------- | -------------- |
| 1967/68                                                                                  | Сент-Луис Хокс | 55               |                  | 9,0              | 34,3             |                  | 81,4             | 0,8              | 1,7              |                  |                  | 2,8              | 1              |                | 2,0            | 0,0            |                | -              | 0,0            | 2,0            |                |                | 0,0            |
| 1968/69                                                                                  | Атланта        | 11               |                  | 12,5             | 38,8             |                  | 66,7             | 0,8              | 2,5              |                  |                  | 5,5              | Не участвовал  | Не участвовал  | Не участвовал  | Не участвовал  | Не участвовал  | Не участвовал  | Не участвовал  | Не участвовал  | Не участвовал  | Не участвовал  | Не участвовал  |
|                                                                                          | Всего          | 66               |                  | 9,6              | 35,6             |                  | 78,2             | 0,8              | 1,8              |                  |                  | 3,2              | 1              |                | 2,0            | 0,0            |                | -              | 0,0            | 2,0            |                |                | 0,0            |
| Наведите курсор мыши на аббревиатуры в заголовке таблицы, чтобы прочесть их расшифровку. |                |                  |                  |                  |                  |                  |                  |                  |                  |                  |                  |                  |                |                |                |                |                |                |                |                |                |                |                |